# 昂图万 (多姆山省)
昂图万（法語：Antoingt，法語發音：[ɑ̃twɛ̃]）是法国多姆山省的一个市镇，属于伊苏瓦尔区。

## 地理
昂图万（45°29'45"N, 3°10'44"E）面积7.83 平方千米，位于法国奥弗涅-罗讷-阿尔卑斯大区多姆山省，该省份为法国中南部省份，北起阿列省接壤，东临卢瓦尔省，南至上盧瓦爾省和康塔爾省，西接科雷兹省和克勒兹省。
与昂图万接壤的市镇（或旧市镇、城区）包括：贝尔戈讷、日尼亚、马勒若勒、索利尼亚、沃达布勒。

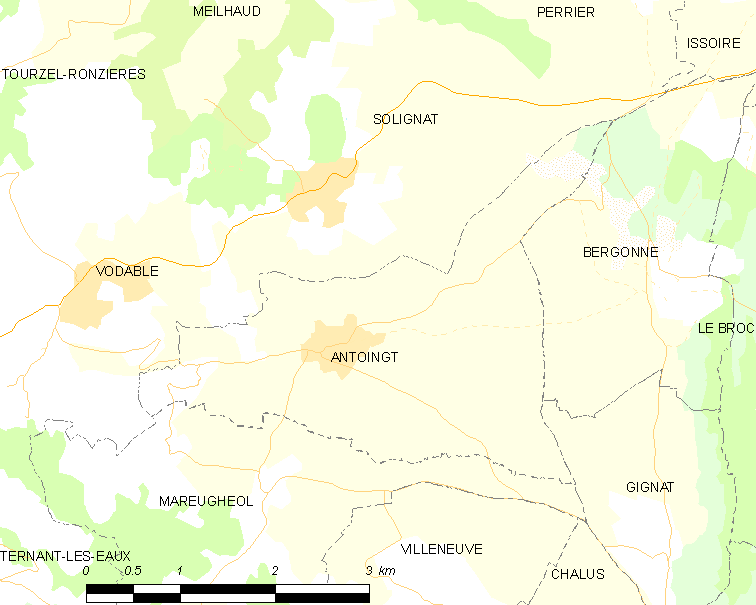
的OSM定位图

昂图万的时区为UTC+01:00、UTC+02:00（夏令时）。

## 行政
昂图万的邮政编码为63340，INSEE市镇编码为63005。

## 政治
昂图万所属的省级选区为布拉萨克莱米讷县。

## 人口

1962-2008年间人口变化图示

昂图万于2022年1月1日时的人口数量为416人。